# Associazione Calcistica Perugia Calcio 2013-2014
Questa voce raccoglie le informazioni riguardanti l'Associazione Calcistica Perugia Calcio nelle competizioni ufficiali della stagione 2013-2014.

## Stagione
La stagione 2013-2014 del Perugia incomincia il 25 giugno con la scelta del nuovo allenatore, Cristiano Lucarelli; il tecnico livornese, reduce dall'esperienza con la formazione Allievi del Parma, esordisce così sulla panchina di una prima squadra, peraltro nello stesso club con cui da giocatore, a diciotto anni, fece il suo debutto nel calcio professionistico. L'avventura del tecnico dura però lo spazio di un paio di mesi, avendo modo di guidare i grifoni solamente nell'esordio ufficiale del 4 agosto, nel primo turno di Coppa Italia, incontrando in casa i pari categoria del Savona; la sfida termina ai supplementari con la vittoria di misura dei liguri, che fermano il cammino umbro nella coppa nazionale dopo un solo turno. Il 24 dello stesso mese, a una settimana dall'inizio del campionato, Lucarelli viene quindi esonerato dopo sopravvenuti dissidi con la società biancorossa.

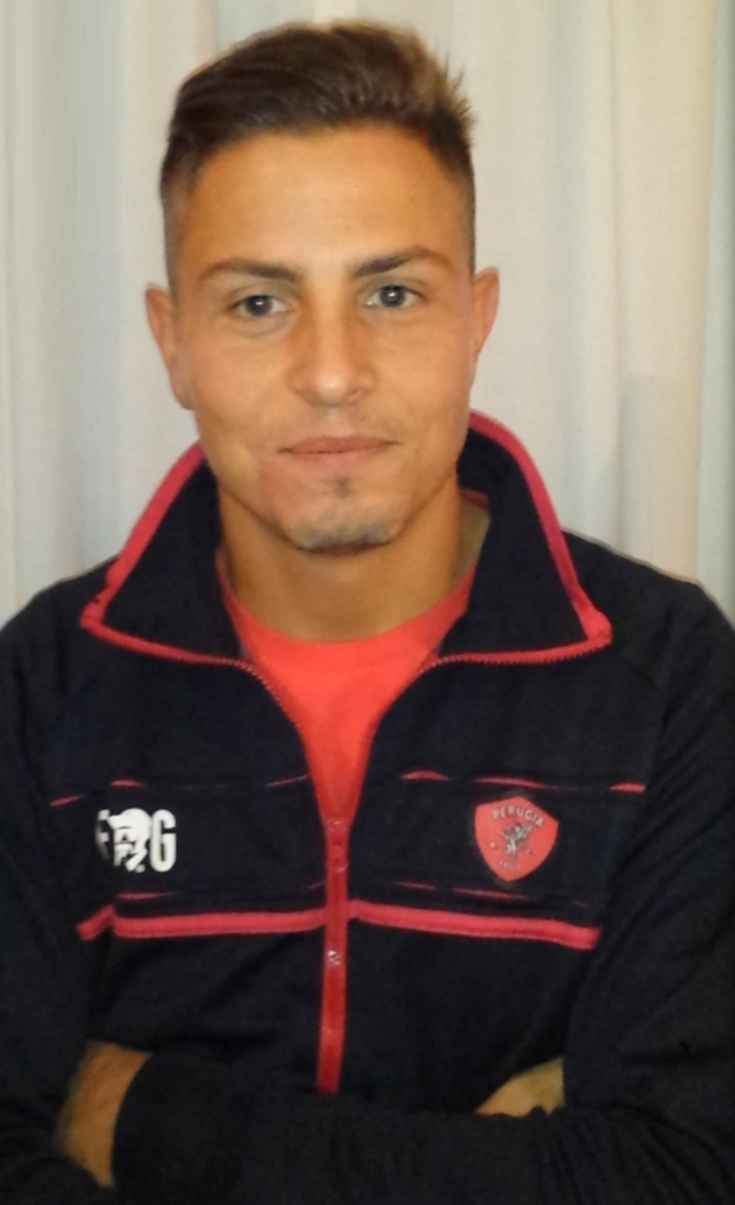
Umberto Eusepi, migliore marcatore stagionale del Perugia con 14 reti.

Sulla panchina perugina viene quindi richiamato Andrea Camplone, l'allenatore che aveva guidato il club nella seconda parte della stagione precedente. L'undici titolare frattanto si rinnova e accanto ai confermati Koprivec, Nicco, Moscati e Fabinho si aggiungono gli innesti del nuovo capitano Comotto, il quale va a fare coppia al centro della difesa con l'altro volto nuovo Scognamiglio, e del prolifico tandem di attacco composto dal giovane Eusepi – il quale emergerà come capocannoniere stagionale dei grifoni – e dall'esperto Mazzeo, questo ultimo di ritorno in biancorosso dopo un quadriennio. Tra le seconde linee si rivelerà importante il contributo del portiere di riserva Stillo nonché del debuttante Sprocati, autore di alcune decisive reti nell'ottica della corsa alla promozione.
Per quanto concerne il torneo di Prima Divisione i grifoni vengono inseriti nel girone B. Dopo un avvio altalenante con il successo esterno del 1º dicembre 2013 ai danni del Viareggio il Perugia raggiunge la testa della classifica; con il seguente pareggio in trasferta a Frosinone, il 22 del mese, i grifoni chiudono simbolicamente il girone d'andata da campioni d'inverno. Tra ottobre e febbraio sono quindici i risultati utili che permetteranno ai grifoni di risalire la china. Nel frattempo il percorso in Coppa Italia Lega Pro vede la vittoria del derby umbro contro il Castel Rigone; dopo un altro successo sul Santarcangelo i biancorossi si fermano al terzo turno della manifestazione, dove nella fase a gironi superano il Lecce ma cadono con il Grosseto.

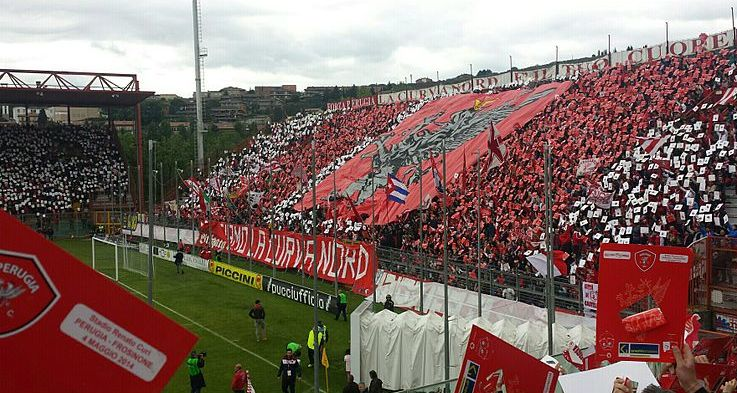
Scenografia della curva Nord dello stadio Curi, il 4 maggio 2014, per l'ultima partita di campionato, lo scontro diretto al vertice contro il Frosinone; vincendo la gara (1-0) i grifoni si sono assicurati il primo posto della classifica e, dopo nove anni, la promozione in Serie B.

All'inizio del girone di ritorno è degno di nota il 5-0 con cui il 12 gennaio 2014 i perugini superano a domicilio il Gubbio, il maggior scarto nella storia di questo derby regionale nonché la più ampia vittoria biancorossa in trasferta nei campionati professionistici. Sempre al giro di boa inizia a delinerarsi un duello con il Frosinone per il primo posto del girone, tanto che all'inizio del nuovo anno le due squadre più volte si sorpassano a vicenda in vetta alla classifica. Tra febbraio e marzo una serie di passi falsi porta la formazione perugina a staccarsi dalla capolista giallazzurra, facendosi appaiare all'inseguimento dal Lecce; una successiva striscia positiva riporta tuttavia, a metà aprile, i biancorossi in testa al girone, tallonati da ciociari e salentini. Nello sprint finale il Perugia inanella sei successi e due pareggi che lo lanciano verso la vittoria in volata del campionato: il 4 maggio, all'ultima giornata, è Moscati a siglare la rete che permette ai grifoni di battere 1-0 i frusinati nello scontro diretto al Curi, sancendo il ritorno dei biancorossi in Serie B dopo nove anni – e due rifondazioni societarie –; per i perugini è la terza promozione nello spazio di quattro stagioni.
Con la vittoria del proprio girone la formazione umbra ottiene inoltre l'accesso alla Supercoppa di Prima Divisione, sfidando l'Entella primo classificato nell'altro raggruppamento. Dopo il pareggio esterno 1-1 nella gara di andata giocata al Comunale di Chiavari, al ritorno i grifoni superano i liguri al Curi con il punteggio di 3-1, mettendo in bacheca il loro secondo trofeo stagionale; con quest'ultima vittoria, il Perugia diventa inoltre la prima squadra italiana a fare proprie entrambe le Supercoppe della Lega Pro, dopo quella di Seconda Divisione che aveva conquistato nel 2012.

## Divise e sponsor
Per il secondo anno consecutivo il Perugia sfoggia divise realizzate da Frankie Garage Sport, azienda di abbigliamento di proprietà dell'amministratore del club Massimiliano Santopadre. Come sponsor principale debutta il marchio Officine Piccini, mentre il secondo sponsor di maglia rimane Italproget. Rispetto alle controverse uniformi della stagione 2012-2013, le casacche di questa stagione mostrano un taglio più classico ed elegante – ispirato alle maglie perugine viste a cavallo degli anni 60 e 70 del Novecento –, e sono state realizzate con il contributo diretto dei sostenitori della curva biancorossa.
Il completo casalingo è composto da una tradizionale maglia rossa, con colletto a polo e bordomanica bianchi; lo stemma del club è inserito all'altezza del cuore, mentre sulla manica sinistra, all'altezza dell'omero, è stato stampato il grifone rampante simbolo della squadra e della città. I pantaloncini sono bianchi con una bordatura rossa, e recano un fregio a mo' di freccia su entrambi i lati, che ingloba a sua volta un piccolo grifone; i calzettoni sono rossi. Stesso stile e dettagli, ma a colori invertiti, viene adottato per l'uniforme da trasferta, che prevede quindi maglia bianca, pantaloncini rossi e calzettoni bianchi. A stagione in corso è stata presentata anche una terza divisa, un completo nero con girocollo e bordini biancorossi per la maglia, e dettagli rossi per i calzoncini.
Per i portieri sono state invece realizzate delle divise dedicate, in vari colori, caratterizzate dalla presenza di uno scollo a "V" e dall'inserimento di quattro grifoni lungo la trama della maglietta: due, più piccoli, all'altezza delle clavicole, e altri due, più grandi, lungo i fianchi.
| Casa | Trasferta | Terza divisa |

## Organigramma societario
Area direttiva
- Amministratore unico: Massimiliano Santopadre
- Direttore generale: Mauro Lucarini

Area organizzativa
- Direttore sportivo: Roberto Goretti
- Responsabile area scouting: Marcello Pizzimenti
- Segretario generale: Ilvano Ercoli
- Team manager: Simone Rubeca

Area comunicazione
- Responsabile ufficio stampa: Roberto Renga (fino al 24 agosto 2013)[22]
- Ufficio stampa: Giusi De Angelis (fino al 30 agosto 2013),[23] poi Rosanna Fella

Area amministrazione
- Responsabile: Sandro Paiano
- Staff Studio Paiano: Chiara Cinelli, Alessia Pelosi

Area marketing
- Responsabile marketing: Marco Triani
- Responsabile commerciale: Stefano Politelli
- Studio legale: Prof. Avv. Carlo Calvieri, Avv. Gianluca Calvieri

Area tecnica
- Responsabile tecnico: Cristiano Lucarelli (fino al 24 agosto 2013),[24] poi Andrea Camplone (dal 24 agosto 2013)[5]
- Allenatore in seconda: Alessandro Conticchio (fino al 24 agosto 2013),[24] poi Giacomo Dicara (dal 24 agosto 2013)[5]
- Preparatore dei portieri: Marco Bonaiuti
- Preparatore atletico: Matteo Levi (fino al 30 ottobre 2013),[25] poi Fabio Cavargini, Stefano Falcone (dal 30 ottobre 2013)[25] e Andrea Mortati

Area sanitaria
- Responsabile staff sanitario: Prof. Giuliano Cerulli
- Medico sociale: Dott. Giuseppe De Angelis
- Massofisioterapista: Renzo Luchini
- Massofisioterapista: Stefano Gigli
- Fisioterapista: Fabrizio Ragusa
- Massaggiatore: Leonello Tosti

Staff
- Addetto biglietteria: Tiziana Barbetti
- Addetto rapporti tifosi: Monica Landi
- Magazzinieri: Gino Bettucci, Fausto Maccarelli
- Custode stadio: Sergio Militi
- Gestione campi: Alberto Tomassini, Leonardo Tomassini
- Manutenzione stadio: Archiplan - Lemmi
- Delegato alla sicurezza: Fabio Castellani
- Vicedelegato alla sicurezza: Michele Diosono

## Rosa
Rosa aggiornata al 31 marzo 2014.
| N. |                         | Ruolo | Calciatore                  |
| -- | ----------------------- | ----- | --------------------------- |
|    | Italia (bandiera)       | P     | Raffaele Esposito           |
|    | Slovenia (bandiera)     | P     | Jan Koprivec                |
|    | Canada (bandiera)       | P     | Robert Stillo               |
|    | Italia (bandiera)       | D     | Alberto Barison             |
|    | Italia (bandiera)       | D     | Gianluca Comotto (capitano) |
|    | Italia (bandiera)       | D     | Andrea Conti                |
|    | Italia (bandiera)       | D     | Manuel Daffara              |
|    | Italia (bandiera)       | D     | Michele Franco              |
|    | Italia (bandiera)       | D     | Leonardo Massoni            |
|    | Italia (bandiera)       | D     | Marco Rossi                 |
|    | Italia (bandiera)       | D     | Gennaro Scognamiglio        |
|    | Italia (bandiera)       | D     | Simone Sini                 |
|    | Italia (bandiera)       | D     | Davide Viti                 |
|    | Burkina Faso (bandiera) | C     | Yves Benoit Bationo         |
|    | RD del Congo (bandiera) | C     | Jonathan Bijimine           |
|    | Italia (bandiera)       | C     | Imperio Carcione            |

| N. |                    | Ruolo | Calciatore               |
| -- | ------------------ | ----- | ------------------------ |
|    | Italia (bandiera)  | C     | Marco Moscati            |
|    | Italia (bandiera)  | C     | Domenico Mungo           |
|    | Italia (bandiera)  | C     | Gianluca Nicco           |
|    | Brasile (bandiera) | C     | Filipe                   |
|    | Italia (bandiera)  | C     | Giulio Sanseverino       |
|    | Albania (bandiera) | C     | Klisman Toma             |
|    | Italia (bandiera)  | C     | Ferdinando Vitofrancesco |
|    | Italia (bandiera)  | A     | Fabio Aveni              |
|    | Italia (bandiera)  | A     | Umberto Eusepi           |
|    | Brasile (bandiera) | A     | Fabinho                  |
|    | Nigeria (bandiera) | A     | Ezekiel Henty            |
|    | Italia (bandiera)  | A     | Roberto Insigne          |
|    | Italia (bandiera)  | A     | Fabio Mazzeo             |
|    | Italia (bandiera)  | A     | Gregorio Pagni           |
|    | Italia (bandiera)  | A     | Mattia Sprocati          |

## Calciomercato

### Sessione estiva(dal 1º/7 al 31/8)
| Acquisti | Acquisti             | Acquisti    | Acquisti   |
| R.       | Nome                 | da          | Modalità   |
| -------- | -------------------- | ----------- | ---------- |
| P        | Robert Stillo        | Parma       | prestito   |
| D        | Alberto Barison      | Padova      | prestito   |
| D        | Gianluca Comotto     | Cesena      | definitivo |
| D        | Andrea Conti         | Atalanta    | prestito   |
| D        | Manuel Daffara       | Nocerina    | prestito   |
| D        | Gennaro Scognamiglio | Juve Stabia | definitivo |
| D        | Simone Sini          | Roma        | prestito   |

| Cessioni | Cessioni          | Cessioni  | Cessioni |
| R.       | Nome              | a         | Modalità |
| -------- | ----------------- | --------- | -------- |
| D        | Manuel Daffara    | Beira-Mar | prestito |
| C        | Jonathan Bijimine | Barletta  | prestito |

### Sessione invernale(dal 3/1 al 31/1)
| Acquisti | Acquisti           | Acquisti | Acquisti   |
| R.       | Nome               | da       | Modalità   |
| -------- | ------------------ | -------- | ---------- |
| P        | Raffaele Esposito  | Nocerina | definitivo |
| D        | Michele Franco     | Varese   | definitivo |
| C        | Imperio Carcione   | L'Aquila | definitivo |
| C        | Giulio Sanseverino | Palermo  | prestito   |
| A        | Ezekiel Henty      | Milan    | prestito   |

| Cessioni | Cessioni          | Cessioni  | Cessioni |
| R.       | Nome              | a         | Modalità |
| -------- | ----------------- | --------- | -------- |
| D        | Manuel Daffara    | Beira-Mar | prestito |
| C        | Jonathan Bijimine | Barletta  | prestito |

### Operazioni esterne alle sessioni
| Acquisti | Acquisti    | Acquisti | Acquisti   |
| R.       | Nome        | a        | Modalità   |
| -------- | ----------- | -------- | ---------- |
| D        | Marco Rossi | -        | svincolato |

## Risultati

### Lega Pro Prima Divisione

#### Girone di andata
| Arbitro: | Fiore (Andria) |

|                              |           |                        |
| Evacuo 15’ Lepore 79’ (rig.) | Marcatori | 11’ Eusepi 42’ Fabinho |

| Arbitro: | Illuzzi (Molfetta) |

|                         |           |                |
| Eusepi 44’ Sprocati 60’ | Marcatori | 47’ Caccavallo |

| 15 settembre 2013 3ª giornata Turno di riposo |  | – |  |  |

| Arbitro: | Rocca (Vibo Valentia) |

|                        |           |  |
| Onescu 24’ Obodo 45+1’ | Marcatori |  |

| Arbitro: | Cifelli (Campobasso) |

|                            |           |  |
| Nicco 2’ Eusepi 36’ (rig.) | Marcatori |  |

| Arbitro: | Serra (Torino) |

|                                   |           |                              |
| De Agostini 33’ (rig.) Tiboni 49’ | Marcatori | 4’ Vitofrancesco 86’ Fabinho |

| Arbitro: | Ros (Pordenone) |

|  |           |          |
|  | Marcatori | 33’ Arma |

| Arbitro: | Abisso (Palermo) |

|            |           |                  |
| Evacuo 26’ | Marcatori | 58’ Scognamiglio |

| Arbitro: | Baroni (Firenze) |

|                        |           |                     |
| Mazzeo 58’ Moscati 80’ | Marcatori | 84’ (rig.) Fioretti |

| Barletta 3 novembre 2013, ore 14:30 CET Girone B – 10ª giornata | Barletta              | 0 – 0 referto | Perugia | Stadio Cosimo Puttilli\| Arbitro: \| Mangialardi (Pistoia) \| |
| Arbitro:                                                        | Mangialardi (Pistoia) |               |         |                                                               |

| Arbitro: | Pezzuto (Lecce) |

|                              |           |              |
| Eusepi 21’ (rig.) Mazzeo 86’ | Marcatori | 71’ Triarico |

| Arbitro: | Caso (Verona) |

|                    |           |                                                       |
| De Sena 12’ (rig.) | Marcatori | 18’ (rig.) Eusepi 61’ Filipe 62’ Insigne 90+1’ Mazzeo |

| Arbitro: | Lanza (Pinerolo) |

|                             |           |                          |
| Eusepi 19’ Fabinho 40’, 76’ | Marcatori | 63’ Carpani 90+1’ Hanine |

| Arbitro: | Di Martino (Teramo) |

|  |           |                        |
|  | Marcatori | 18’ Eusepi 38’ Fabinho |

| Arbitro: | Illuzzi (Molfetta) |

|  |           |            |
|  | Marcatori | 39’ Eusepi |

| Arbitro: | Abisso (Palermo) |

|              |           |  |
| Sprocati 81’ | Marcatori |  |

| Arbitro: | Ripa (Nocera Inferiore) |

|            |           |            |
| Ciofani 2’ | Marcatori | 29’ Mazzeo |

#### Girone di ritorno
| Arbitro: | Piccinini (Forlì) |

|                 |           |            |
| Mazzeo 39’, 48’ | Marcatori | 74’ Evacuo |

| Arbitro: | Pezzuto (Lecce) |

|  |           |                                                        |
|  | Marcatori | 5’, 30’ (rig.) Eusepi 21’ Mazzeo 47’ Moscati 59’ Nicco |

| 19 gennaio 2014 20ª giornata Turno di riposo |  | – |  |  |

| Arbitro: | Ros (Pordenone) |

|                                          |           |                  |
| Massoni 13’ Scognamiglio 45+3’ Henty 73’ | Marcatori | 15’, 24’ Bombagi |

| Arbitro: | Cifelli (Campobasso) |

|                                           |           |                                                            |
| Miccoli 43’ (rig.) Beretta 47’ Zigoni 87’ | Marcatori | 5’ (rig.) Eusepi 25’ Moscati 51’ Scognamiglio 76’ Sprocati |

| Perugia 9 febbraio 2014, ore 14:30 CET Girone B – 23ª giornata | Perugia           | 0 – 0 referto | Prato | Stadio Renato Curi\| Arbitro: \| Piscopo (Imperia) \| |
| Arbitro:                                                       | Piscopo (Imperia) |               |       |                                                       |

| Arbitro: | Illuzzi (Molfetta) |

|                    |           |            |
| Napoli 8’ Arma 16’ | Marcatori | 71’ Mazzeo |

| Perugia 21 febbraio 2014, ore 20:45 CET Girone B – 25ª giornata | Perugia         | 0 – 0 referto | Benevento | Stadio Renato Curi\| Arbitro: \| Brasi (Seregno) \| |
| Arbitro:                                                        | Brasi (Seregno) |               |           |                                                     |

| Arbitro: | Sacchi (Macerata) |

|            |           |  |
| Marchi 15’ | Marcatori |  |

| Arbitro: | Tardino (Milano) |

|                                        |           |  |
| Camilleri 13’ (aut.) Eusepi 45+2’, 74’ | Marcatori |  |

| L'Aquila 16 marzo 2014, ore 14:30 CET Girone B – 28ª giornata | L'Aquila         | 0 – 0 referto | Perugia | Stadio Tommaso Fattori (3 000 circa spett.)\| Arbitro: \| Baroni (Firenze) \| |
| Arbitro:                                                      | Baroni (Firenze) |               |         |                                                                               |

| Arbitro: | Rapuano (Rimini) |

|                 |           |           |
| Mazzeo 27’, 45’ | Marcatori | 17’ Palma |

| Arbitro: | Marini (Roma) |

|  |           |                |
|  | Marcatori | 90+5’ Sprocati |

| Arbitro: | Pagliardini (Arezzo) |

|                             |           |             |
| Mazzeo 57’ Scognamiglio 59’ | Marcatori | 45+1’ Piana |

| Arbitro: | Serra (Torino) |

|            |           |  |
| Mazzeo 17’ | Marcatori |  |

| Arbitro: | Ros (Pordenone) |

|                              |           |                              |
| Mendicino 24’ Perpetuini 34’ | Marcatori | 9’ Mazzeo 56’ (rig.) Moscati |

| Arbitro: | Abisso (Palermo) |

|             |           |  |
| Moscati 18’ | Marcatori |  |

### Coppa Italia

#### Turni preliminari
| Arbitro: | Illuzzi (Molfetta) |

|  |           |             |
|  | Marcatori | 96’ Gentile |

### Coppa Italia Lega Pro

#### Fase a eliminazione diretta

##### Primo turno
| Arbitro: | Albertini (Ascoli Piceno) |

|             |           |  |
| Fabinho 70’ | Marcatori |  |

##### Secondo turno
| Arbitro: | Melidoni (Frattamaggiore) |

|                                   |           |  |
| Eusepi 17’ Filipe 44’ Insigne 59’ | Marcatori |  |

##### Terzo turno
| Arbitro: | Melidoni (Frattamaggiore) |

|  |           |                         |
|  | Marcatori | 25’ Insigne 77’ Fabinho |

| Arbitro: | Formato (Benevento) |

|  |           |                           |
|  | Marcatori | 63’ Ferretti 81’ Montalto |

### Supercoppa di Lega di Prima Divisione
| Arbitro: | Baroni (Firenze) |

|               |           |           |
| Torromino 64’ | Marcatori | 31’ Nicco |

| Arbitro: | Serra (Torino) |

|                                    |           |             |
| Insigne 45+1’ Filipe 60’ Henty 81’ | Marcatori | 48’ Troiano |

## Statistiche
Statistiche aggiornate al 15 maggio 2014.

### Statistiche di squadra
| Competizione                  | Punti | In casa | In casa | In casa | In casa | In casa | In casa | In trasferta | In trasferta | In trasferta | In trasferta | In trasferta | In trasferta | Totale | Totale | Totale | Totale | Totale | Totale | DR  |
| Competizione                  | Punti | G       | V       | N       | P       | Gf      | Gs      | G            | V            | N            | P            | Gf           | Gs           | G      | V      | N      | P      | Gf     | Gs     | DR  |
| ----------------------------- | ----- | ------- | ------- | ------- | ------- | ------- | ------- | ------------ | ------------ | ------------ | ------------ | ------------ | ------------ | ------ | ------ | ------ | ------ | ------ | ------ | --- |
| Lega Pro Prima Divisione      | 66    | 16      | 13      | 2       | 1       | 22      | 11      | 16           | 6            | 7            | 3            | 26           | 17           | 32     | 19     | 9      | 4      | 52     | 28     | +24 |
| Coppa Italia                  | -     | 1       | 0       | 0       | 1       | 0       | 1       | 0            | 0            | 0            | 0            | 0            | 0            | 1      | 0      | 0      | 1      | 0      | 1      | -1  |
| Coppa Italia Lega Pro         | -     | 3       | 2       | 0       | 1       | 4       | 2       | 1            | 1            | 0            | 0            | 2            | 0            | 4      | 3      | 0      | 1      | 6      | 2      | +4  |
| Supercoppa di Prima Divisione | -     | 1       | 1       | 0       | 0       | 3       | 1       | 1            | 0            | 1            | 0            | 1            | 1            | 2      | 1      | 1      | 0      | 4      | 2      | +2  |
| Totale                        | -     | 21      | 16      | 2       | 3       | 33      | 15      | 18           | 7            | 8            | 3            | 29           | 18           | 39     | 23     | 10     | 6      | 62     | 33     | +29 |

## Giovanili

### Organigramma societario
Area direttiva
- Responsabile settore giovanile agonistica: Mirko Vagnoli
- Responsabile osservatori area Lazio: Bruno Toralbi
- Responsabile segreteria: Daniela Zampini
- Segretario settore agonistico: Francesco Maria Gaudenzi

Scuola Calcio "A.C. Perugia Football Academy"
- Responsabile: Mauro Lucarini
- Testimonial: Franco Vannini
- Segretaria: Rachele De Santis